# Cyphomyia flavimana
Cyphomyia flavimana är en tvåvingeart som beskrevs av Gerstaecker 1857. Cyphomyia flavimana ingår i släktet Cyphomyia och familjen vapenflugor. Inga underarter finns listade i Catalogue of Life.